# Ragnar Schreiner
Ragnar Schreiner, uttalas Skreiner, född 2 februari 1915 i Trondheim, död 16 januari 1984, var en norsk skådespelare.
Schreiner scendebuterade 1944 vid Carl Johan Teatret och var från 1947 knuten till Rogaland Teater. Han spelade en stor repertoar med operetter, lustspel samt klassisk och modern tragedi. Bland hans roller finns Higgins i Pygmalion och Gregers Werle i Vildanden. Han filmdebuterade 1946 i Om kjærligheten synger de och medverkade i sju film- och TV-produktioner fram till 1969.

## Filmografi
- 1946 – Om kjærligheten synger de
- 1950 – Stavanger – St. Svithuns by
- 1960 – Venner
- 1960 – Apollon fra Bellac
- 1960 – Scapins skøyerstreker
- 1961 – Norges söner
- 1969 – Huset på grensen